# Saccani (cognome)
Saccani è un cognome di lingua italiana.

## Origine e diffusione
Il cognome Saccani, può avere diverse origini: può derivare da un soprannome come essere rimandare a un mestiere legato alla parola sacco inteso come contenitore in canapa o tela, probabilmente si riferiva a una persona che produceva o commerciava tale tipo di merce. Potrebbe anche riferirsi alle caratteristiche fisiche della persona. Un'ultima ipotesi fa pensare che derivi dai nome proprio di persona Saccus, Sacchinus, Sacchellus diffusi nel XII secolo.

### Diffusione
Il cognome Saccani è diffuso in Emilia-Romagna e Lombardia, in particolare nelle province di Parma, Reggio Emilia e Mantova.

## Persone
- Gloria Saccani Jotti – politica italiana
- Massimiliano Saccani – ex arbitro di calcio italiano
- Michele Saccani – partigiano italiano